# Cupid the Cowpuncher
Cupid the Cowpuncher è un film muto del 1920 diretto da Clarence G. Badger. Il soggetto è tratto dal romanzo Cupid: The Cowpunch di Eleanor Gates, una scrittrice molto nota all'epoca, autrice anche della commedia di grande successo The Poor Little Rich Girl da cui vennero i film con Mary Pickford e Shirley Temple.
Will Rogers, il figlio prediletto dell'Oklahoma, dal 1919 al 1921 girò una quindicina di film diretti da Badger.

## Trama
Alec Lloyd è un cowboy che riesce a combinare matrimoni e storie d'amore per gli altri mandriani. Ma incontra grossi problemi nel metter ordine nella sua vita privata.

## Produzione
Il film fu prodotto dalla Goldwyn Pictures Corporation. Venne girato in California, a Lone Pine, alle Alabama Hills.

## Distribuzione
Distribuito dalla Goldwyn Distributing Company, il film uscì nelle sale cinematografiche USA il 25 luglio 1920.

### Date di uscita
IMDb
- USA 25 luglio 1920

Alias
- Alec Lloyd the Cowpuncher USA (titolo alternativo)